# پریورالوفکا
پریورالوفکا (به لاتین: Priuralovka) یک منطقهٔ مسکونی در روسیه است که در باشقیرستان واقع شده‌است.